# Baix Empordà
Baix Empordà (hiszp. Bajo Ampurdán) – comarca (powiat) w prowincji Girona, w Katalonii, w Hiszpanii. Jej ośrodkiem administracyjnym jest La Bisbal d’Empordà, a największym miastem – Palafrugell. Liczy 102 556 mieszkańców. Obejmuje powierzchnię 701,7 km².